# Paul Seymour
Paul Norman Seymour (ur. 30 stycznia 1928 w Toledo, zm. 5 maja 1998) – amerykański koszykarz, obrońca, mistrz NBA, uczestnik spotkań gwiazd, wybierany do drugiego składu najlepszych zawodników NBA.
Po ukończeniu szkoły średniej w 1946 zdecydował się kontynuować naukę oraz na Uniwersytecie Toledo. Zanim jednak do tego doszło zmienił zdanie i rozpoczął zawodowe występy w lidze NBL (National Basketball League). Jako debiutant notował średnio 3 punkty. Jego zespół odpadł co prawda już w pierwszej rundzie play-off (1/4 finału), dotarł jednak do finału turnieju World Professional Basketball, rozgrywanego corocznie w Chicago. Wyłaniał on najlepszy zespół koszykarski w USA, bez względu na przynależność ligową lub jej brak. W finale gracze Jeeps zostali zmuszeni uznać wyższość zespołu Indianapolis Kautskys, przegrywając 47-62. 
Sezon 1947/48 był najbardziej intensywnym w jego karierze, ponieważ w jego trakcie przyszło mu występować w trzech różnych ligach. Rozpoczął go w barwach Baltimore Bullets, z którymi rozegrał 22 spotkania sezonu zasadniczego, notując 3,5 punktu. Następnie powrócił do ligi NBL, gdzie zasilił skład Syracuse Nationals, z którymi rozegrał kolejne 30 spotkań sezonu zasadniczego, uzyskując 6,8 punktu, oraz zaliczając udział w rozgrywkach play-off. Seymour czuł się nieco zawiedziony, ponieważ Bullets zdobyli wtedy mistrzostwo BAA, a jemu nie było dane tego doświadczyć. Po zakończeniu rozgrywek NBL dołączył jeszcze do ligi PBLA (Professional Basketball League of America), dołączając do New Orleans Hurricanes. W trakcie ośmiu spotkań notował średnio 14,1 punktu (7), zostając liderem strzeleckim zespołu. Po 14 dniach liga została jednak rozwiązana. Wraz z klubowym kolegą Normem Rosenem został wybrany do II składu All-PBLA.
W 1948 dołączył do zespołu Syracuse Nationals, w którym występował już do końca swojej kariery. W 1950 oraz 1954 dotarł do finałów NBA, jednak po tytuł mistrzowski sięgnął dopiero w 1955. W międzyczasie brał trzykrotnie udział w NBA All-Star Game. Zaliczono go też dwukrotnie do drugiego składu najlepszych zawodników NBA. W latach 1956–1960 pełnił funkcję tzw. grającego trenera Nationals. Karierę zawodniczą zakończył w 1960 roku, poświęcając się wyłącznie pracy trenerskiej. 
W 1961 roku poprowadził St. Louis Hawks do finałów NBA. Nie sprostali oni jednak prowadzonym przez Reda Auerbacha Boston Celtics, ulegając im w rezultacie 1-4. W późniejszych latach był jeszcze trenerem Baltimore Bullets oraz Detroit Pistons.

## Osiągnięcia
NBL
- Wicemistrz turnieju World Professional Basketball (1947)[6]

PBLA
- Wybrany do II składu PBLA (1948)[7]

NBA
- Mistrz NBA (1955)[1]
- 2-krotny wicemistrz NBA (1950, 1954)[1]
- Uczestnik meczu gwiazd:
  - NBA (1953–1955)[2]
  - Legend NBA (1964)[8]
- 2-krotnie zaliczany do II składu NBA (1954, 1955)[3]
- Lider play-off w skuteczności rzutów wolnych (1953)[9]

Trenerskie
- Wicemistrz NBA (1961)[1]